# Boston (borough)
Boston è un distretto con status di borough del Lincolnshire, Inghilterra, Regno Unito, con sede nella città omonima.
Il distretto fu creato con il Local Government Act 1972, il 1º aprile 1974 dalla fusione del borough di Boston con il distretto rurale di Boston.

## Parrocchie civili
Le parrocchie, che non coprono l'area del capoluogo, sono:
- Algarkirk
- Amber Hill
- Benington
- Bicker
- Butterwick
- Fishtoft
- Fosdyke
- Frampton
- Freiston
- Holland Fen with Brothertoft
- Kirton
- Leverton
- Old Leake
- Sutterton
- Swineshead
- Wigtoft
- Wrangle
- Wyberton